# Ambassade de Slovénie en Russie

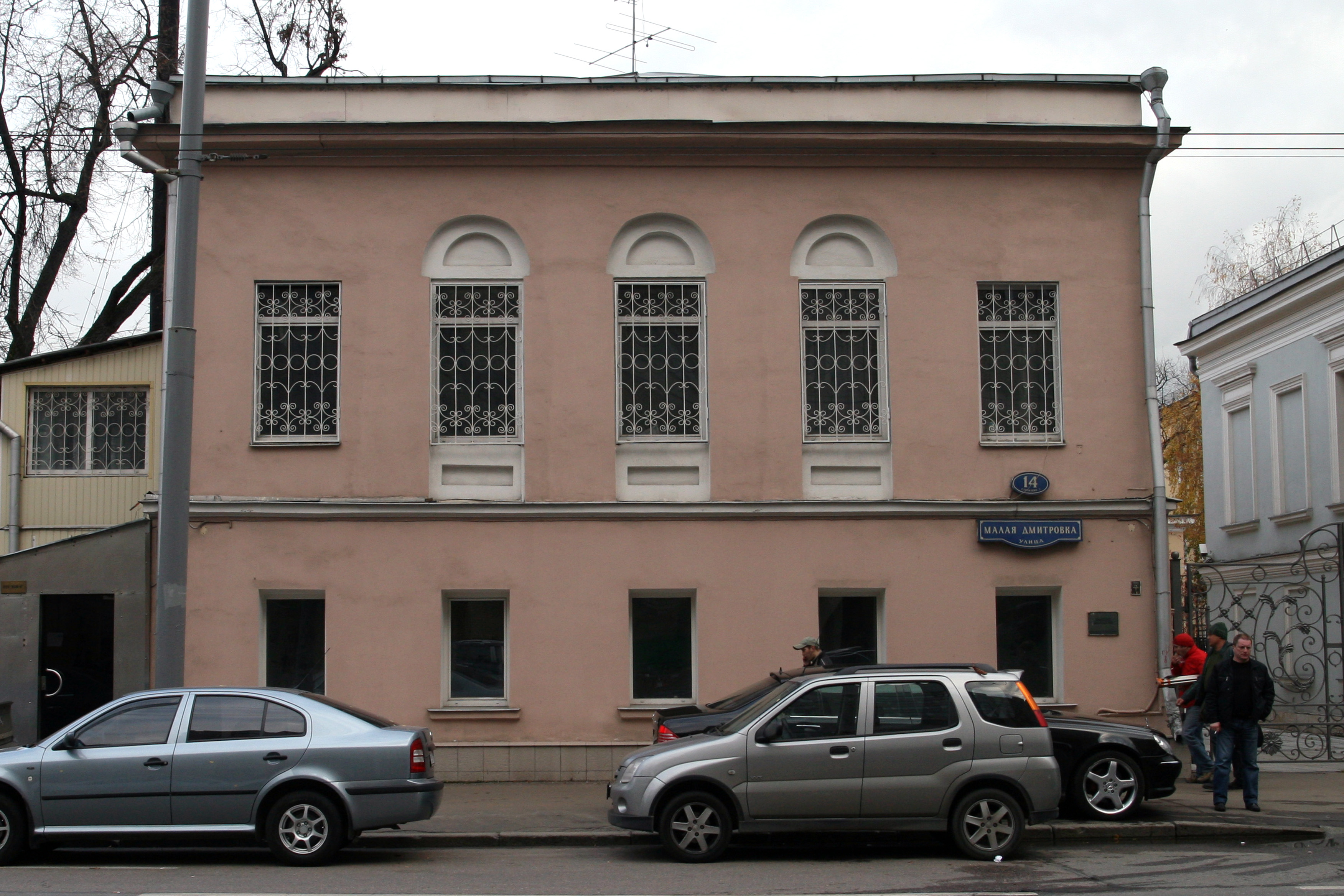
Ancienne aile des communs, aujourd'hui bureaux de l'ambassade.

L'ambassade de la Slovénie à Moscou est la représentation diplomatique de la Slovénie en fédération de Russie.

## Installations
Elle se trouve dans le centre historique de Moscou, dans un ancien hôtel particulier au numéro 14/1, rue Malaïa Dmitrovka et comprend aussi l'ancienne aile des domestiques au numéro 14/2. Ces deux bâtiments ont été construits dans le premier tiers du XIXe siècle et l'hôtel particulier a été réaménagé dans les années 1870, puis 1890 (par Ignaty Zalessky). La façade est ornée d'un portique tétrastyle avec des colonnes corinthiennes. 
Dans les années 1850, jusque dans les années 1860, l'hôtel particulier appartenait au professeur Sergueï Ivanovitch Barchev (1808-1882), doyen de la faculté de droit de Moscou de 1847 à 1863. À la fin des années 1890, la société moscovite des vélocipédistes amateurs y tenait ses séances. L'ingénieur Vladimir Choukhov en fut l'un des promoteurs. L'hôtel particulier appartenait alors (jusqu'au milieu des années 1910) à la famille Alexeïev. Après la guerre civile russe, l'ensemble appartint à diverses organisations d'État. L'actrice Faïna Chevtchenko (1893-1971) y louait un appartement.  
L'hôtel particulier Alexeïev a été inscrit en 2004 à la liste du patrimoine protégé. Il abrite aujourd'hui l'ambassade de Slovénie.

## Ambassadeurs
- Branko Rakovec (depuis 2018)
- Primož Šeligo (2013-2018)
- Ada Filip Slivnik (2009-2013)
- Andrej Benedejčič (2005-2008)
- Franci Demšar